# ريمون تاونسند
ريمون تاونسند (بالإنجليزية: Raymond Townsend)‏ مواليد 20 ديسمبر 1955 في سان خوسيه، هو لاعب كرة سلة أمريكي سابق. بدأ مسيرته الاحترافية في سنة 1978. تم اختياره من قبل فريق غولدن ستايت ووريورز خلال الدرافت. حمل الرقم 11. يبلغ طوله 6 قدم 3 بوصة (1.9 م). اعتزل اللعب في 1985.

## المسيرة الاحترافية
لعب مع غولدن ستايت ووريورز من سنة 1978 إلى 1980، ثم لعب مع إنديانا بايسرز في موسم 1981–1982، ثم لعب مع فيرتوس روما في الدوري الإيطالي في موسم 1984–1985.

## روابط خارجية
- ريمون تاونسند على موقع إن بي أي (الإنجليزية)
- ريمون تاونسند على موقع سبورتس رفرنس (الإنجليزية)
- ريمون تاونسند على موقع كلية كرة السلة في سبورتس رفرنس.كوم (الإنجليزية)
- ريمون تاونسند على موقع ريلجم (الإنجليزية)
- ريمون تاونسند على موقع بروبوليرز (الإنجليزية)